# William Cook Group
William Cook è il nome di un'industria metalmeccanica e siderurgica britannica avente la sede centrale a Sheffield (South Yorkshire). È il più grande gruppo industriale del Regno Unito specializzato nella produzione per fusione di oggetti in acciaio.

## Storia
La William Cook fu fondata nel 1840 a Glasgow, dal bis-bis-bisnonno dell'attuale presidente del consiglio di amministrazione della società, William Cook. Dopo essere sopravvissuta a un fallimento bancario nella seconda metà del XIX secolo, nel 1883 fondò una piccola fabbrica a Sheffield, che fabbricava getti di acciaio per crogioli per le miniere di carbone. La compagnia rimase di proprietà della famiglia fino al 1956, quando la compagnia fu quotata alla London Stock Exchange. La società ha continuato a svilupparsi, espandendosi e impiantando nuove officine a Sheffield, che è oggi uno dei quattro principali poli produttivi del gruppo.
L'attuale presidente del consiglio di amministrazione, Andrew Cook, assunse il controllo della società nel 1981. Nel 2004 la società è tornata per il 100% nella proprietà della famiglia Cook dopo il rigetto di un'offerta pubblica di acquisto presentata da parte del gruppo concorrente Triplex-Lloyd plc.

## Organizzazione
Il gruppo William Cook è costituito da tre settori: William Cook Defence Systems,, William Cook Rail e William Cook Cast Products. La William Cook Cast Products è specializzata in getti di alta qualità costruiti in leghe speciali per impianti di produzione dell'energia, per le infrastrutture e per prodotto speciali di ingegneria. William Cook Defense Systems è un leader globale nella progettazione e produzione di sistemi di binari e di getti di acciaio corazzato per veicoli da combattimento. William Cook Rail progetta e produce componenti in acciaio fuso critici per la sicurezza e gruppi di accoppiamento completi per treni. La compagnia ha quattro stabilimenti principali: due a Sheffield, uno a Leeds e uno a Stanhope. La società è membro della Cast Metals Federation e dell'University of Sheffield Advanced Manufacturing Research Center (AMRC).

## Attività significative
Nel 2014 il gruppo William Cook è stato riconosciuto come una delle aziende in più rapida crescita nello Yorkshire, ed è stato inserito in Fastest 50, una prestigiosa lista delle cinquanta società in più rapida crescita della regione. Nel 2015 il Segretario di Stato britannico per la Difesa, Michael Fallon, ha comunicato che il ministero della Difesa ha assegnato alla Cook Defense Systems un contratto di quattro anni dell'importo di 70 milioni di £ per la fornitura di pezzi di ricambio per i veicoli corazzati in servizio dell'esercito britannico. Nel 2016 William Cook Defense Systems ha ottenuto un contratto del valore di 30 milioni £, con General Dynamics, per fornire i cingoli per il nuovo veicolo corazzato AJAX dell'esercito britannico. Nel 2016 il gruppo ha aderito all'Università di Sheffield Advanced Manufacturing Research Center (AMRC) come partner di ricerca.